# Unterstützungsfeuer

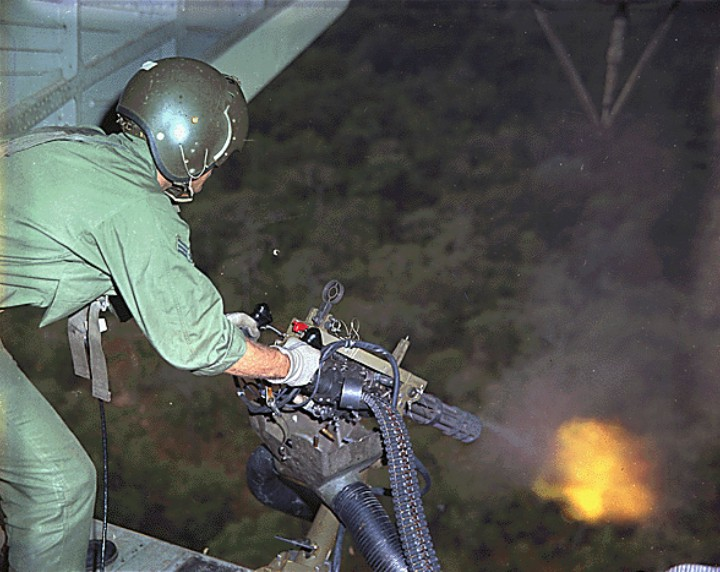
Doorgunner gibt mit einer Minigun Deckungsfeuer (Vietnam, 1968)

Unterstützungsfeuer ist ein militärischer Begriff für taktischen Beschuss der gegnerischen Stellungen, wobei es weniger darauf ankommt, den Gegner direkt zu treffen, als ihn in seiner Deckung zu halten. Damit werden gegnerische Operationen unterbunden oder zumindest behindert, und eigene Aktionen wie Angriffe oder Rettung von Verwundeten werden ermöglicht. 
Der Begriff „Feuerschutz“ wird in diesem Zusammenhang meist bei Verwendung von Handfeuerwaffen benutzt.

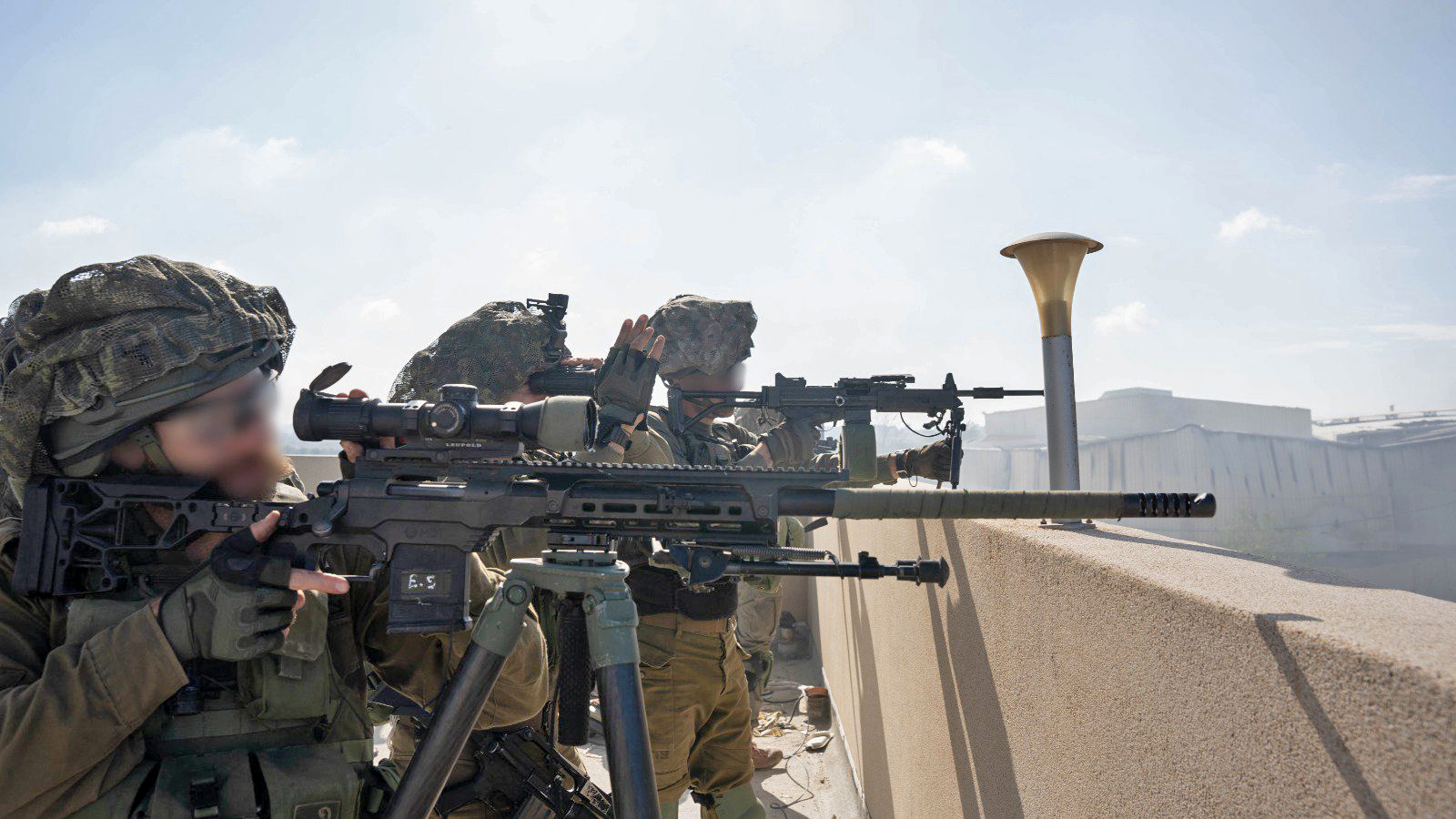
Scharfschütze der IDF gibt seiner Gruppe Feuerschutz (Operation „Eiserne Schwerter“)

Unterstützungsfeuer kann von Maschinengewehr-Stellungen, Artillerie oder sogar aus der Luft mittels Kampfflugzeugen gegeben werden. Auch ein Beschuss von Kriegsschiffen her ist möglich. Besonders bei Artilleriefeuer sowie Luft- und Seeunterstützung ist es wichtig, dass der Standort (Koordinaten) der zu beschießenden Stellungen genau ermittelt wird, damit das Feuer ins Ziel geht und nicht eigene Stellungen oder Nicht-Kombattanten gefährdet.
In der Bundeswehr wird im infanteristischen Bereich zwischen „Feuerschutz“ und „Deckungsfeuer“ unterschieden. „Feuerschutz“ bedeutet hierbei, dass die feindliche Stellung beobachtet wird (für die Dauer eigener Bewegung) und erst bei beobachteter feindlicher Aktivität gezielt das Feuer eröffnet wird. „Deckungsfeuer“ hingegen bedeutet einen sofortigen, durchgehenden (für die Dauer eigener Bewegung) Beschuss der feindlichen Stellung ohne Bezug auf tatsächliche Feindaktivität, um den Gegner in Deckung zu zwingen.